# Qaanaaq Kommune
Qaanaaq Kommune var tidligere Grønlands, og dermed også verdens, nordligste beliggende kommune. Den blev dannet i 1953 og d. 1. januar 2009 blev den sammen med syv øvrige kommuner en del af Qaasuitsup Kommune, verdens største kommune med et areal på 660.000 km². Kommunen var en del af Nordgrønland og var navngivet efter hovedbyen Qaanaaq, beliggende på 77,29N og 69,12V. Kommunegrænserne bruges stadig af Qaanaaq præstegæld.

## Byer og bygder i Qaanaaq Kommune
- Qaanaaq (da.: Thule)
- Savissivik
- Mourisaq
- Siorapaluk
- Qeqertat
- Qeqertarsuaq (Qaanaaq) (ubeboet)
- Uummannaq (Qaanaaq Kommune) (Dundas)
- Kangerluarsuk
- Etah (ubeboet)

77°N 79°V / 77°N 79°V